# Luceres
Les Luceres formaient avec les Tities ou Titienses et les Ramnes l'une des trois tribus de la Rome antique qui constituaient le peuple romain primitif selon les écrits et la mythologie romaine. En ce qui concerne l'origine de ces noms, elle reste obscure encore de nos jours.

## Origine
Les Luceres (de Lucumon ou Lygmon d'origine étrusque), étaient selon Tite-Live d'origine incertaine ; selon d'autres historiens les Luceres seraient des habitants de forêts situées aux alentours de Rome (du latin « lucus », (Bois) ) d'origine autochtone ; selon d'autres il s'agirait de gens d'origine étrusque conduites par un Lucumon (« roi ») duquel ils auraient pris le nom,.